# See-Krankenkasse
Die ehemalige See-Krankenkasse mit Sitz in Hamburg wurde im Jahr 1928 gegründet und war bis zum 31. Dezember 2007 als Teil der See-Sozialversicherung für die Sparte Krankenversicherung zuständig.

## Versicherte
Die See-Krankenkasse war kraft Gesetzes für Seeleute, die an Bord deutscher Seeschiffe beschäftigt sind, und deren Familienangehörigen zuständig. Ein Wahlrecht bestand für Landbeschäftigte, die zu einem früheren Zeitpunkt in der Seefahrt tätig waren. In den letzten Jahren konnten auch unbefahrene Landbeschäftigte von Reedereien Mitglied der See-Krankenkasse werden. Des Weiteren konnten bei der See-Krankenkasse Studenten, Rentner und Arbeitslose verbleiben, wenn sie zuletzt oder zu einem früheren Zeitpunkt bereits bei der See-Krankenkasse versichert waren.

## Organisationsstruktur
Die See-Krankenkasse bildete einen eigenen Spitzenverband und war damit den Allgemeinen Ortskrankenkassen, den Betriebskrankenkassen usw. gleichgestellt.

## Organisationsreform in der Renten- und Unfallversicherung
Durch die Organisationsreform in der gesetzlichen Rentenversicherung, die zum 1. Oktober 2005 in Kraft trat, gab es auch bei der See-Krankenkasse Veränderungen. Bis dato war die Seekasse, als Träger der Rentenversicherung der See-Sozialversicherung, auch für die Durchführung der Krankenversicherung der Seeleute zuständig. In einer gesonderten Abteilung namens See-Krankenkasse wurden die Aufgaben der Krankenversicherung durchgeführt. Die Abteilungen wurden getrennt betrachtet, sodass auch eine gesonderte Satzung und ein eigener Haushalt aufgestellt wurden.
Durch die oben genannte Organisationsreform wurde die Seekasse aus dem Verbund der See-Sozialversicherung gelöst und konnte daher nicht mehr die Aufgaben der See-Krankenkasse ausüben. Seit dem 1. Oktober 2005 war die See-Krankenkasse selbständig und führte die Aufgaben der gesetzlichen Krankenversicherung für die Seeleute als eigenständiger Träger durch. Die Reform der gesetzlichen Unfallversicherung führte zu weiteren Veränderungen in der See-Sozialversicherung. Im Jahre 2007 beschloss die Vertreterversammlung die Notwendigkeit der Fusion der See-Krankenkasse mit einem größeren Partner bis spätestens Ende 2008. Für die See-Krankenkasse bedeutete dies, dass sich eine Tradition, die seit dem 1. Januar 1928 Bestand hatte, dem Ende zuneigen sollte.
Am 1. Januar 2008 schlossen sich die Knappschaft in Bochum und die See-Krankenkasse (inkl. See-Pflegekasse) in Hamburg bundesweit zu einer Krankenkasse zusammen – zur Knappschaft mit Hauptsitz in Bochum.